# آب

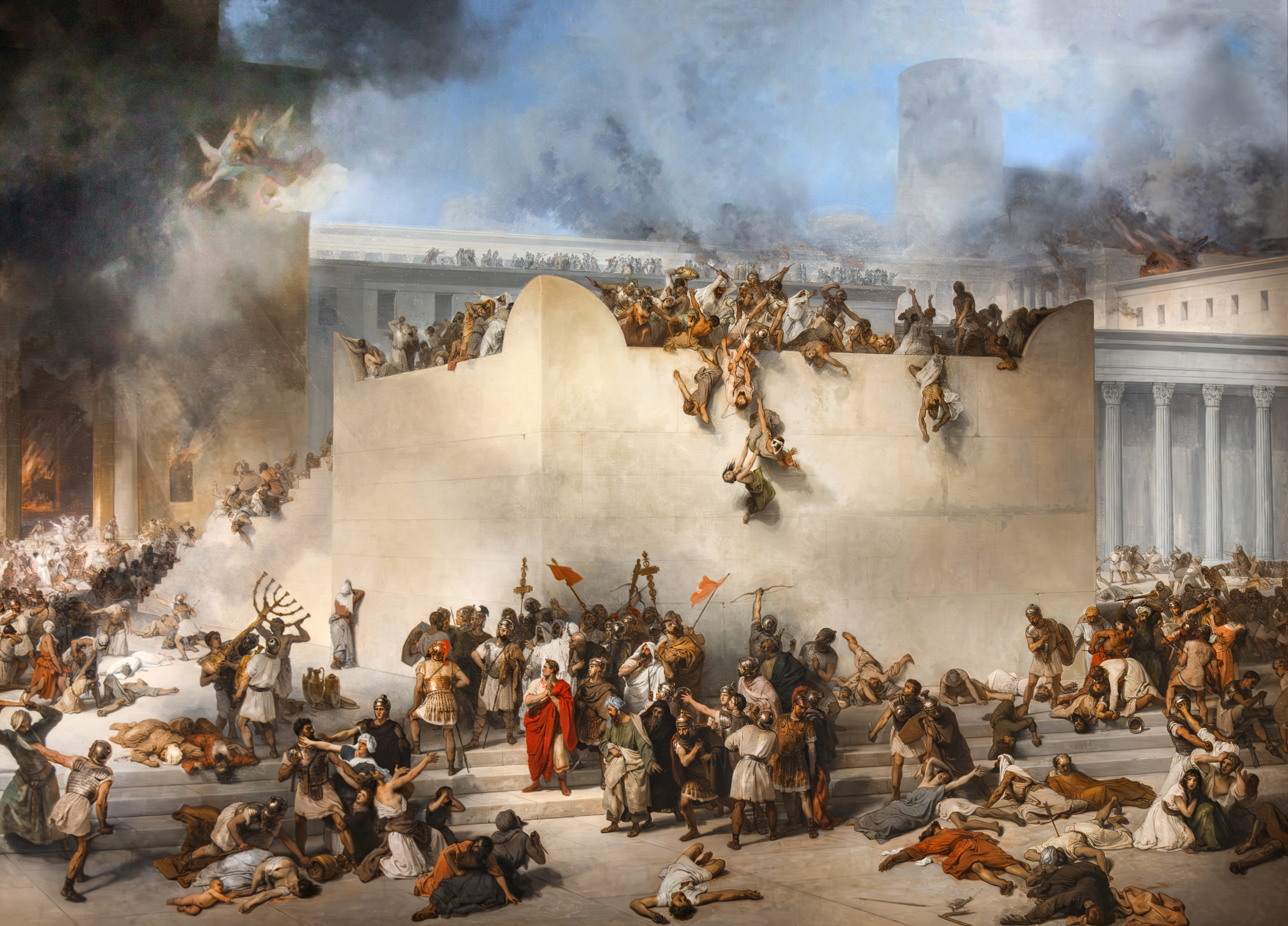

آب هو الشهر الثامن (8) من شهور السنة الميلادية حسب الأسماء السريانية المستعملة في المشرق العربي. يقابله في التسمية الغربية شهر أغسطس أو غشت أو أوت.

## في التراث الشعبي

### آب عند العرب
قال الأَزهري: العرب تقول: السنة أَربعة أَزمان، ولكل زمن منها ثلاثة أَشهر، وهي فصول السنة: منها فصل الصيف وهو فصلُ ربيع الكَلإِ آذارُ ونَيْسانُ وأَيّارُ، ثم بعده فصل القيظ حَزِيرانُ وتَموزُ وآب، ثم بعده فصل الخريف أَيْلُولُ وتَشْرِين وتَشْرين، ثم بعده فصل الشتاء كانُونُ وكانونُ وسُباطُ.

## في الأمثال
ارتبط آب بالتراث والحكايا الشعبية والأمثال في المشرق العربي. من الأمثال الشهيرة المتداولة حول آب:
- آب اللهَّـاب
- في آب بتخلق السحاب
- في آب اقطف العنب ولا تهاب
- في آب اقطع الشرش ولا تهاب
- في آب فوت على كرمك ولا تهاب
- آخر آب الصيف عاب
- عندما يعشق آب كانون
- آخر عشرة أيام من آب تفتح للشتا باب
- آب يدك المسمار بالباب
- آب بالنهار لهاب لكن باليل يفتح للشتاء باب
- أول عشرة من آب يذوب المسمار في الباب،[2] ثاني عشرة من اب تسوي الارطاب و\او (الاعناب)، ثالث عشرة من اب تفتح للشتاء باب.
- آب يفكد الراعي في الباب.[3]